# Бичок золотистий
Бичок золотистий (Gobius auratus) — вид риб з родини бичкових (Gobiidae).

## Характеристика
Придонний субтропічний морський вид, сягає максимальної довжини 10,0 см. Живе на глибинах 5-80 м, зазвичай 5-30 м.

## Поширення
Поширений у східній Атлантиці від північної Іспанії до Мадейри та Канарських островів; також у Середземному морі (Балеарські острови).

### Згадки для України
Вид було наведено у ІІ виданні «Червоної книги України» (1994) зі статусом «4 категорія». Проте, тепер відомо, що вид помилково був відзначений для Чорного моря, оскільки був переплутаний із бичком жовтоголовим (Gobius xanthocephalus). Вид був виключений з Червоної книги України у 2009 році.